# Saint-Louis Blues (film, 1936)
Pour les articles homonymes, voir St Louis Blues.
Saint-Louis Blues (Banjo on My Knee) est un film américain de 1936, réalisé par John Cromwell.

## Synopsis
Ernie Holley s'enfuit le soir de son mariage car il pense avoir tué un invité. Son père et son épouse Pearl le retrouvent à la Nouvelle-Orléans et le persuadent de rentrer à la maison.

## Fiche technique
- Titre : Saint-Louis Blues
- Titre original : Banjo on My Knee
- Réalisation : John Cromwell, assisté d'Otto Brower (non crédité)
- Scénario : Nunnally Johnson d'après le roman de Harry Hamilton
- Production : Nunnally Johnson (producteur associé)
- Société de production : 20th Century Fox
- Photographie : Ernest Palmer
- Montage : Hanson T. Fritch
- Direction musicale : Arthur Lange
- Musique : Jimmy McHugh et Arthur Lange (non crédité)
- Costumes : Gwen Wakeling
- Direction artistique : Hans Peters
- Décors : Thomas Little
- Pays d'origine : États-Unis
- Format : Noir et blanc - Son : Mono (Western Electric Noiseless Recording)
- Genre : Comédie dramatique
- Durée : 95 minutes
- Sortie : 11 décembre 1936 (USA)

## Distribution
- Barbara Stanwyck : Pearl Elliott Holley
- Joel McCrea : Ernie Holley
- Walter Brennan : Newt Holley
- Buddy Ebsen : Buddy
- Helen Westley : Grandma
- Walter Catlett : Warfield Scott
- Tony Martin : Chick Bean
- Katherine DeMille : Leota Long
- Victor Kilian : M. Slade
- Minna Gombell : Ruby
- Spencer Charters : Juge Tope
- Hall Johnson Choir : Choir
- George Humbert : Jules
- Hilda Vaughn : Gurtha
- Cecil Weston : Hattie
- Louis Mason : Eph

Acteurs non crédités
- Davison Clark : Un sergent de police
- Theresa Harris : Une chanteuse du 'Black Blues'

## Liens  externes
- Ressources relatives à l'audiovisuel :   - AllMovie
  - Allociné
  - American Film Institute
  - IMDb
  - Movie Review Query Engine
  - OFDb
  - The Movie Database